# Erich Csitkovits
Erich Csitkovits (* 30. März 1961 in Oberpullendorf) ist ein Generalleutnant des österreichischen Bundesheeres und seit dem Jahr 2011 Kommandant der Landesverteidigungsakademie.

## Militärische Laufbahn

### Ausbildung und erste Verwendungen
Nach seiner Ausbildung zum Offizier kam er zum Panzergrenadierbataillon 35 nach Großmittel, wo er als Zug- und Kompaniekommandant und später als Stabschef eingesetzt wurde.

### Dienst als Stabsoffizier
Von 1991 bis 1994 absolvierte er den 13. Generalstabslehrgang an der Landesverteidigungsakademie in Wien, um danach Kommandant des Pionierbataillons 3 in Melk zu werden.
Ab 2004 war er Stabschef im Kabinett von Verteidigungsminister Günther Platter, ab 2007 dann unter Norbert Darabos.

### Dienst im Generalsrang
Am 22. Juni 2011 übernahm er von General Raimund Schittenhelm das Kommando über die Landesverteidigungsakademie, der höchsten Bildungseinrichtung des Bundesheeres.

## Privates
Csitkovits lebt in Katzelsdorf, ist verheiratet und hat zwei Kinder.